# Кудрявцева Яна Олексіївна
Яна Олексіївна Кудрявцева (30 вересня 1997, Москва, Росія) — російська гімнастка (художня гімнастика). Срібна призерка Олімпійських ігор у Ріо-де-Жанейро (2016). Тринадцятикратна чемпіонка світу з художньої гімнастики (2013, 2014, 2015), багаторазова чемпіонка Європи (2013, 2014, 2015, 2016).  Чотириразова чемпіонка I Європейських ігор з художньої гімнастики. Заслужений майстер спорту Росії (2013). Наймолодша абсолютна чемпіонка світу за всю історію художньої гімнастики (на момент змагань їй було усього 15 років).

## Біографія
Яна Кудрявцева — донька чемпіона Олімпійських ігор 1992 року з плавання Олексія Кудрявцева і його дружини Вікторії. У її сім'ї двоє дітей. Окрім Яни подружжя має ще одну доньку, молодшу сестру Яни — Ганну.
Спортивна кар'єра Кудрявцевої стартувала з 2008 року: вона вигравала національні юніорські турніри, у тому числі чемпіонат юніорів Росії в 2009 році у Дмитрові, в 2011 році у Самарі та в 2012 році у Казані.
Яна почала виступати на міжнародних турнірах у сезоні 2011 року. У Москві на міжнародному турнірі юніорів, який проходив паралельно з етапом Гран-прі, вона стала першою у команді з Діною та Аріною Аверіними, а також у вправах з обручем та булавами. Вона виграла юніорський кубок світу в Пезаро. У 2012 році на першості Європи з художньої гімнастики вона стала чемпіонкою у вправах з м'ячем, а також завоювала "золото" у команді з Юлією Синіциною, Олександрою Солдатовою і Діаною Борисовою.
Є студенткою кафедри теорії і методики гімнастики університету імені П. Ф. Лесгафта (Санкт-Петербург).

## Спортивна кар'єра на дорослому рівні

### Спортивна кар'єра: 2013 рік
Яна Кудрявцева почала виступи на дорослих змаганнях у 2013 році на міжнародному турнірі серед сеньйорок, який проходив у рамках етапу Гран-прі в Москві, а також на наступному етапі в Холоні, де вона виграла багатоборство, вправи з булавами та м'ячем, а також взяла "бронзу" у вправах з обручем.
Після цього вона взяла участь в етапі Кубка світу в Софії, де зайняла перше місце у багатоборстві і стала першою гімнасткою, котра виграла етап Кубка світу у своєму дебютному сезоні, випередивши громадянку Болгарії Сильвію Мітєву і подругу по команді Маргариту Мамун. Вона також виграла вправи з обручем та булавами, а також взяла "бронзу" у вправах із стрічкою та м'ячем. На етапі Кубка світу у Мінську Яна виграла другу під ряд медаль у багатоборстві, а також "золото" у вправі з м'ячем та "срібло" у вправах з булавами та стрічкою. 
На чемпіонаті Європи у Вені вона замінила Олександру Меркулову і разом з подругами по команді, Маргаритою Мамун і Дар'єю Сватковською, виграла золоту медаль у командному багатоборстві. У фіналах окремих видів вона займала лідируючі позиції у вправах з м'ячем (першою з усіх спортсменок отримавши суму в 19 балів за новою системою суддівства) і булавами. Яна стала наймолодшою чемпіонкою Європи, так само як Аліна Кабаєва, яка також виграла свій перший чемпіонат Європи у 15 років. 

### Після завершення кар'єри
Зараз Яна Кудрявцева щаслива у шлюбі. ЇЇ старша донька вирішила піти її шляхом і також пробує себе у художній гімнастиці. Яна займається тренерською діяльністю та проводить майстер-класи у різних куточках Росії.

## Особисте життя
Влітку 2018 року Яна Кудрявцева вийшла заміж за хокеїста Дмитра Кугришева. 25 грудня того ж року у них народилась донька Єва. Навесні 2020 року стало відомо, що подружжя чекає ще одну дитину. І, нарешті, 29 серпня 2020 року Яна народила другу доньку — Зою.

## Рекорди
- Наймолодша гімнастка, яка стала абсолютною чемпіонкою світу (у 15-річному віці). Рекорд раніше належав Аліні Кабаєвій (Росія) та Олені Карпухіній (СРСР), котрі виграли багатоборство у 16 років.
- Перша гімнастка, яка виграла багатоборство у дебютний сезон.
- Перша з гімнасток, яка отримала 19 балів з 20 можливих за новою системою суддівства (Чемпіонат Європи 2013).
- Рекордсмен I Європейських ігор в Баку за кількістю золотих медалей (2015)[12][13].

## Нагороди
- Медаль ордена  "За заслуги перед Вітчизною" I ступеня (25 серпня 2016 року) — за высокие спортивные достижения на Играх XXXI Олимпиады 2016 года в городе Рио-де-Жанейро (Бразилия), проявленные волю к победе и целеустремлённость[14][15].

## Додаткова інформація
- Яна Кудрявцева про закінчення Олімпіади та реакцію батька [Архівовано 25 вересня 2018 у Wayback Machine.].
- Фільм про Маргариту Мамун та Яну Кудрявцеву "Over the limit".
- Інтерв'ю з Яною про її спортивний шлях та кар'єру.